# Pidvînohradiv, Vînohradiv
Pidvînohradiv (în ucraineană Підвиноградів) este o comună în raionul Vînohradiv, regiunea Transcarpatia, Ucraina, formată numai din satul de reședință.

## Demografie
Componența lingvistică a comunei Pidvînohradiv
     Ucraineană (91,91%)
     Romani (6,45%)
     Alte limbi (1,55%)
Conform recensământului din 2001, majoritatea populației comunei Pidvînohradiv era vorbitoare de ucraineană (91,91%), existând în minoritate și vorbitori de romani (6,45%).